# Marina Nikulina
Marina Anatol'evna Nikulina, coniugata Pankova (in russo Марина Анатольевна Никулина-Панкова?; Bratsk, 3 marzo 1963 – Mosca, 4 novembre 2015), è stata una pallavolista russa, di ruolo opposto e palleggiatrice.

## Biografia
Sposata con l'allenatore di pallavolo Vadim Pankov, è madre di Pavel Pankov e Ekaterina Pankova, entrambi pallavolisti.
Muore a Mosca all'età di 53 anni.

## Carriera

### Club
La carriera di Marina Nilukina, opposto ma utilizzata prevalentemente in ricezione e all'occorrenza al palleggio, ruolo in cui veniva talvolta schierata titolare, inizia nel 1975. Dopo aver mosso i primi passi nel Politechnik Irkutsk, passa prima al Politechnik Čeljabinsk e poi, nella stagione 1985-86, all'Uraločka, entrambe nel massimo campionato sovietico: resta legata al club di Ekaterinburg per sei annate, non consecutive per via di uno stop per maternità, conquistando, tra sovietici e russi, sei scudetti, tre coppe nazionali, tre Coppe dei Campioni e la Coppa delle Coppe 1985-86.
Nella stagione 1992-93 viene ingaggiata dal club spagnolo del Murcia, nella Superliga Femenina de Voleibol, con cui, in tre annate di militanza, vince due scudetti consecutivi: durante l'annata 1994-95 interrompe nuovamente l'attività per maternità.
Ritorna in patria nella stagione 1995-96, giocando con l'UralTransBank, la seconda squadra dell'Uraločka: al termine delle competizione annuncia il suo ritiro. Rientra in campo nel campionato 1998-99 veste la maglia del Galatasaray, militante nella Voleybol 1.Ligi turca, e, questa volta, conclusa l'annata si ritira definitivamente dall'attività agonistica.

### Nazionale
Esordisce nella nazionale sovietica nel 1987, con cui vince, nello stesso anno, la medaglia d'argento al campionato europeo. Nel 1988 conquista la medaglia d'oro ai Giochi della XXIV Olimpiade di Seul. Vince poi la medaglia d'oro sia al campionato mondiale 1990 che al campionato europeo 1991, anno in cui ottiene il bronzo alla Coppa del Mondo.
Nel 1992 partecipa con la Squadra Unificata ai Giochi della XXV Olimpiade di Barcellona, aggiudicandosi la medaglia d'argento.
Nel 1993 entra a far parte della Russia vincendo, nello stesso anno, l'oro al campionato europeo e il bronzo alla Grand Champions Cup, e un anno dopo il bronzo al World Grand Prix e al campionato mondiale. Dopo la vittoria del bronzo al World Grand Prix 1996, ottiene le ultime convocazioni in nazionale in occasione dei Giochi della XXVI Olimpiade di Atlanta, chiusi al quarto posto.

## Palmarès

### Club
- Campionato sovietico: 5

1985-86, 1986-87, 1987-88, 1988-89, 1990-91
- Campionato spagnolo: 2

1992-93, 1993-94
- Campionato russo: 1

1991-92
- Coppa dell'Unione Sovietica: 3

1985-86, 1986-87, 1988-89
- Coppa dei Campioni: 3

1986-87, 1988-89, 1989-90
- Coppa delle Coppe: 1

1985-86

### Premi individuali
- 1991 - Campionato europeo: Miglior palleggiatrice[2]